# Enyimba FC
Der Enyimba Football Club (offiziell: Enyimba international Football Club) ist ein Fußballverein aus Aba in Nigeria. Der Verein spielt aktuell in der ersten Liga des Landes.
Der 1976 gegründete Verein ist mit acht Meistertiteln und vier Pokalsiegen einer der erfolgreichsten Fußballklubs Nigerias. Auf kontinentaler Ebene wurde zweimal die CAF Champions League gewonnen.

## Erfolge

### National
- Nigerianischer Meister: 2001, 2002, 2003, 2005, 2007, 2010, 2015, 2019, 2022/23
- Nigerianischer FA Cup: 2005, 2009, 2013, 2014
- Nigerianischer Superpokal: 2001, 2003, 2010, 2013

### International
- CAF Champions League: 2003, 2004
- CAF Super Cup: 2004, 2005

## Stadion
Der Verein trägt seine Heimspiele im Enyimba-International-Stadion in Aba aus. Das Stadion hat ein Fassungsvermögen von 20.000 Personen.
Koordinaten: 5° 6′ 7″ N, 7° 22′ 33″ O

## Trainerchronik
| Trainer          | Nation  | von                | bis               |
| ---------------- | ------- | ------------------ | ----------------- |
| Kadiri Ikhana    | Nigeria | 1. Juli 2003       | 30. Juni 2004     |
| Maurice Cooreman | Belgien | 25. Oktober 2006   | 10. Februar 2009  |
| Daniel Amokachi  | Nigeria | 1. Januar 2008     | 10. April 2008    |
| Okey Emordi      | Nigeria | 30. August 2009    | 22. November 2011 |
| Abdu Maikaba     | Nigeria | 23. November 2011  | 9. Januar 2016    |
| Paul Aigbogun    | Nigeria | 9. Januar 2016     | 23. Juli 2018     |
| Usman Abdallah   | Nigeria | 23. Juli 2018      | 6. Januar 2020    |
| Fatai Osho       | Nigeria | 6. Januar 2020     | 31. August 2021   |
| Finidi George    | Nigeria | 15. September 2021 | heute             |

## Ehemalige Spieler
- Pascal Ojigwe (1993–1995, 2006–2007)
- Vincent Enyeama (2001–2004)
- Joe Tex Frimpong (2003–2006)
- John Owoeri (2006–2009)
- Cletus Promise James (2012–)
- Ikechukwu Ezenwa (2017–2019)